# Есватіні на зимових Олімпійських іграх 1992
Есватіні брало участь у Зимових Олімпійських іграх 1992 року в Альбервілі (Франція), вперше за свою історію, але не завоював жодної медалі. Країну представляв один гірськолижник.

## Результат
| Спортсмен   | Вид                | 1 спроба     | 2 спроба   | Всього  | Місце |
| ----------- | ------------------ | ------------ | ---------- | ------- | ----- |
| Кейт Фрезер | Слалом             | не фінішував | не пройшов | -       | -     |
| Кейт Фрезер | Гігантський слалом | 1.21,93      | 1.19,83    | 2.41,76 | 63    |
| Кейт Фрезер | Супергігант        |              |            | 1.29,39 | 79    |